# Серо Моинора
Серо Моинора (шп. Cerro Mohinora) је највиша планина у планинском систему Западне Сијера Мадре у Мексику. Са надморском висином од 3.300 највиши је планински врх у поменутом систему и уједно највиши врх у мексичкој савезној држави Чивава.
Планина је вулканског порекла, а њена геолошка основа датира из палеогена, периоде током које је услед интензивне вулканске активности настао и планински ланац Западне Сијере. Максимум издизања остварен је током палеоцена. У физичком смислу планина је изграђена од магматских стена.
На подручју око Серо Моиноре влада влажна континентална клима (према Кепеновој калсификацији климата варијанта Dfb). Лета су доста свежа са максималним температурама до 25 °C, а температуре у том делу године неретко падају и испод 10 °C. Зиме су јако хладне са температурама које се спуштају до -31 °C, и ретко прелазе 0 °C. Од јуна до октобра честе су летње олује праћене олујним кишама, док су зими снежне олује редовна појава. У просеку сваке зиме напада више од 1 м снежних падавина.